# Nobukazu Takemura
Nobukazu Takemura (竹村 延和, Takemura Nobukazu), également connu sous les pseudonymes d'Assembler, Child's View, DJ Kool Jazz et Spiritual Vibes, né le 28 août 1968 à Hirakata, dans le Kansai, au Japon, est un compositeur de musique électronique et DJ japonais vivant en Allemagne. Il est également le fondateur du label de musique électronique japonais Childisc.

## Biographie
Nobukazu Takemura commence sa carrière en tant que DJ et sous le pseudonyme DJ Kool Jazz. En 1987, il fonde Cool Jazz Productions et en 1988, il se joint à Aki Onda et Eye Yamatsuka de The Boredoms pour créer le groupe de Hip-hop Audio Sports, qu'il quittera après la sortie de leur premier album en 1992, en laissant la main à Aki Onda.
Il fait ses premiers pas en solo sous les noms de DJ Takemura, de Spiritual Vibes et de Child's View, respectivement en 1992, 1993 et 1994.